# Nationaal Park Sjantarskië Ostrova
Nationaal Park Sjantarskië Ostrova (Russisch: Шантарские острова национальный парк) is een nationaal park gelegen in de kraj Chabarovsk in het Russische Verre Oosten. Werkzaamheden tot oprichting van het nationaal park hebben zeker 15 jaar geduurd en werden ondersteund door medewerkers van de Amoertak van het WWF. Op 30 december 2013 ondertekende de Russische premier Dmitri Medvedev een decreet (№ 1304/2013) die tot de oprichting van Nationaal Park Sjantarskië Ostrova zou leiden. Het nationaal park omvat de Sjantar-eilanden, met een gezamenlijke oppervlakte van 241 km², alsmede 274 km² in de aangrenzende wateren van de Zee van Ochotsk. Hiermee heeft Nationaal Park Sjantarskië Ostrova een totale oppervlakte van 5.155 km².

## Doel van oprichting
De oprichting tot nationaal park vond plaats om het unieke ecosysteem van de Sjantar-eilanden te behouden en de zeehondenkolonies, het foerageergebied van walvissen, paaigronden van zalmachtigen, zeevogelkolonies, pleisterplaatsen voor trekvogels en vele andere diersoorten te beschermen.

## Flora en fauna
De Sjantar-eilanden liggen ca. 32 km voor de kust van het vasteland van Rusland, ten noorden van de monding van de Amoer. De eilanden zijn zeer fotogeniek en zijn bedekt met gemengde bossen, boreale bossen, bergtoendra en een netwerk aan heldere beken en rivieren. Langs de kust zijn steile kliffen te zien met watervallen en baaien die door jezosparren (Picea jezoensis) worden omringd. De Sjantar-eilanden vormen een belangrijke paaigrond voor zalmachtigen als roze zalm (Oncorhynchus gorbuscha), chumzalm (Oncorhynchus keta) en regenboogforel (Oncorhynchus mykiss mykiss). Enkele veelvoorkomende walvisachtigen op het grondgebied van Nationaal Park Sjantarskië Ostrova zijn de grijze walvis (Eschrichtius robustus) en Groenlandse walvis (Balaena mysticetus), die vaak dicht voor de kust kunnen worden gezien.. Andere zoogdieren die op of rond de Sjantar-eilanden leven zijn bijvoorbeeld de ringelrob (Pusa hispida), bruine beer (Ursus arctos), otter (Lutra lutra) en sabelmarter (Martes zibellina). Ook zijn er meer dan 240 vogelsoorten vastgesteld op de eilanden. Zo is het gebied belangrijk voor de bedreigde Blakistons visuil (Bubo blakistoni), Stellers zeearend (Haliaeetus pelagicus) en spitsvleugelhoen (Falcipennis falcipennis).